# Senhorio de Villafranca

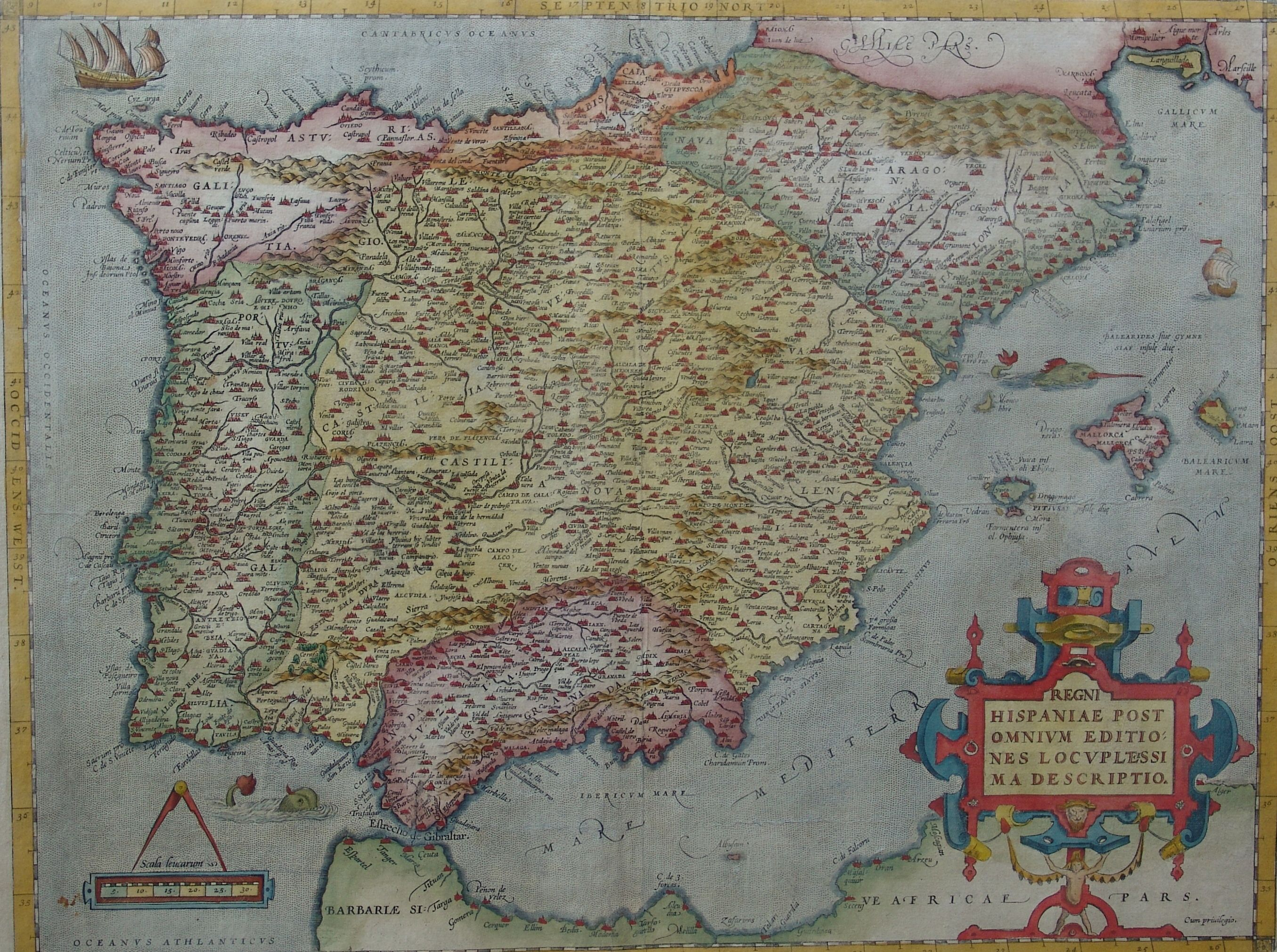
Mapa de Espanha em 1570. Ortelius.

O Senhorio de Villafranca encontra-se na provincia espanhola de Ávila, e tem-se conhecimento da sua existência desde os princípios do século XII.
Era composto pelos territórios ocupados na actualidade por Villafranca de la Sierra, Navacepedilla de Corneja e por parte do actual término municipal de Casas del Puerto, todos eles pertencentes ao Valle del Corneja, abarcando uma área sobre plano de cerca de 80 km², no entanto e tendo em atenção o carácter muito montanhoso do território a superfície ocupado é na realidade de aproximadamente 200 km².
Segundo a Crónica de la Población de Ávila o primeiro Senhor de Villafranca foi Blasco Muñoz, filho do célebre Cavaleiro Martín Muñoz, povoador de "Las Posadas", actual localidade de Martín Muñoz de las Posadas, e sobrinho de D. Menga Muñoz, onde tem origem Mengamuñoz, irmã de Martín Muñoz.
As crónicas narram que Martín Muñoz era descendente de Nuño Rasura, conde e juiz do Reino de Castela.
Martín Muñoz e Álvar Fáñez acompanharam D. Rodrigo Díaz de Vivar, “El Cid”, no desterro que lhe foi imposto, até à conquista de Valência. Ambos surgem referidos no "Cantar de Mio Cid".
O rei Afonso VI de Leão e Castela e "El Cid" reconciliaram-se ma cidade de Toledo depois da tomada desta cidade pelo rei em 1085. O Rei reconheceu a injustiça cometida para com Rodrigo Díaz e recompensou "El Cid" e os seus chefes militares.
Raimundo de Borgonha, genro do rei Afonso VI de Leão e Castela, encarregado por este de repovoar o território reconquistado, entregou uma extensa zona a Martín Muñoz para que este a repovoa-se. Martín Muñoz de imediato se dirigiu o para os novos territórios onde a que deu o Nome de Martín Muñoz de las Posadas.
Mais tarde casou com Jimena Bezudo, irmã de Pedro Rodríguez, militar com distinção, que como dote lhe entregou vastos territórios na Campiña segoviana e dotou os seus filhos distintos territórios. Assim nasceram os povoados de Blasco Muñoz (actualmente desaparecido), Gutierre-Muñoz e Armuña (nome de uma das suas filhas), entre outros.

## Lista de Senhores de Villafranca
- Blasco Muñoz (I) (c. 1100)
- Estêvão Domingo (c. 1120)
- Blasco Muñoz (II)

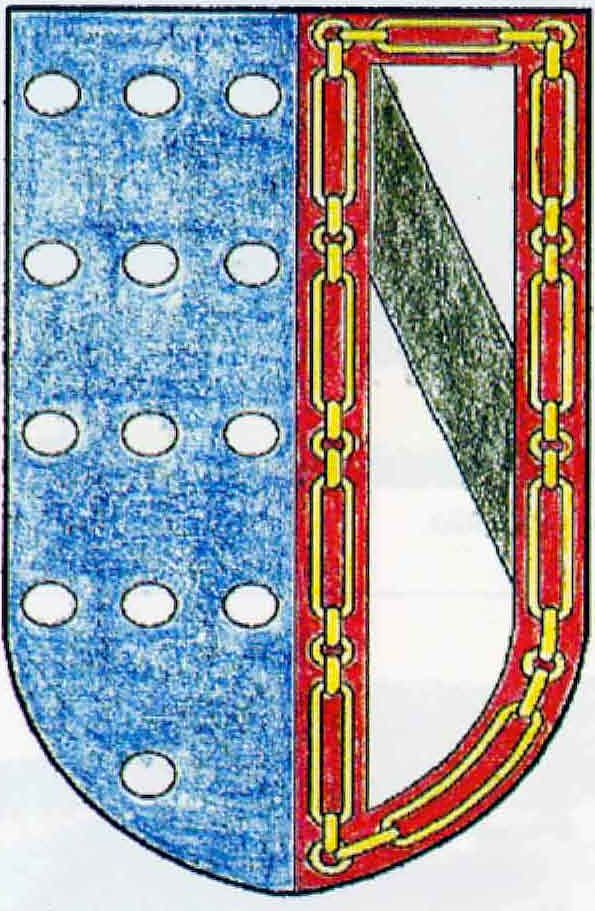
Brasão de Armas de D. Pedro de Ávila e Zuñiga.

Brasão de Armas de Las Navas e as usadas por Estêvão Domingo.

- Estêvão Domingo de Ávila (c. 1234)
- João Estêvão
- Estêvão Domingo (1240 - c. 1275)
- Blasco Muñoz (? -1285)
- Ibáñez Estêvão (c. 1296)
- Estêvão Domingo de Ávila (c. 1302)
- Estêvão Pérez de Ávila
- Gonçalo González de Ávila (c. 1304)
- Estêvão Domingo (c 1395)
- Pedro González de Ávila (c. 1402)
- Diego González de Ávila (? -1436)
- Pedro de Ávila Azítores
- Pedro de Ávila e Bracamonte (h. 1475)
- Pedro de Ávila e Toledo (? -1504)
- Pedro de Ávila e Zúñiga (1492-1567)
- Pedro de Ávila de Córdova (? -1579)
- Pedro Estêvão de Ávila Henriques (1560-?)
- Jerónima de Ávila e Manrique (?-1646)
- Antónia de Ávila e Corella (1619- )
- Francisco Benavides de Ávila
- Manuel de Benavides e Aragão (?-1748)
- António de Benavides e de la Cueva (1726-1782)
- Joaquina Maria Benavides Pacheco (1746-1805)
- Joaquim Maria Fernandes de Córdoba Benavides (1780-1840)
- Luís Fernandes de Córdova Ponce de León (1813-1873)
- Luís Fernandes de Córdova Pérez Barradas (1851-1879)
- Luís Fernandes de Córdoba e Salabert (1879-1956)
- Victória Eugenia Fernandes de Córdova e Fernandes de Henestrosa, XVIII duquesa de Medinaceli (1917-?)